# 데드맨스 와이어
"데드맨스 와이어"(영어: Dead Man's Wire)는 2025년 개봉 예정인 미국의 역사, 범죄 영화로, 구스 반 산트가 감독을 맡았다.